# Mètode simptotèrmic
El mètode simptotèrmic és un mètode de planificació familiar natural.
L'ús d'aquest mètode necessita observar i anotar diàriament, en un gràfic, els signes de fertilitat femenina:
- La temperatura al despertar;
- Les característiques del moc cervical.